# Рокфор-сюр-Сульзон
Рокфо́р-сюр-Сульзо́н (фр. Roquefort-sur-Soulzon) — муніципалітет у Франції, у регіоні Окситанія, департамент Аверон. Населення — 528 осіб (01.01.2021). Відомий тим, що на околицях цього села розташовані карстові печери, у яких дозріває пліснява сиру рокфор.
Муніципалітет розташований на відстані близько 550 км на південь від Парижа, 135 км на схід від Тулузи, 55 км на південний схід від Родеза.

## Історія
До 2015 року муніципалітет перебував у складі регіону Південь-Піренеї. Від 1 січня 2016 року належить до нового об'єднаного регіону Окситанія.

## Демографія
Динаміка населення (INSEE ):
Розподіл населення за віком та статтю (2006):
| Стать | Всього | До 15 років | 15-24 | 25-44 | 45-64 | 65-85 | Понад 85 |
| --- | ------ | ----------- | ----- | ----- | ----- | ----- | -------- |
| Чоловіки | 376    | 76          | 32    | 116   | 92    | 56    | 4        |
| Жінки | 308    | 28          | 20    | 108   | 80    | 72    | 0        |
| \| Статево-вікова піраміда \| Статево-вікова піраміда \| Статево-вікова піраміда \| \| ----------------------- \| ----------------------- \| ----------------------- \| \| Чоловіки \| Вік \| Жінки \| \| 4 \| 85 + \| 0 \| \| 16 \| 80-84 \| 24 \| \| 4 \| 75-79 \| 16 \| \| 12 \| 70-74 \| 4 \| \| 24 \| 65-69 \| 28 \| \| 28 \| 60-64 \| 12 \| \| 32 \| 55-59 \| 32 \| \| 0 \| 50-54 \| 12 \| \| 32 \| 45-49 \| 24 \| \| 40 \| 40-44 \| 16 \| \| 40 \| 35-39 \| 24 \| \| 20 \| 30-34 \| 48 \| \| 16 \| 25-29 \| 20 \| \| 12 \| 20-24 \| 8 \| \| 20 \| 15-20 \| 12 \| \| 24 \| 10-14 \| 4 \| \| 16 \| 5-9 \| 12 \| \| 36 \| 0-4 \| 12 \| |        |             |       |       |       |       |          |
| Статево-вікова піраміда |        |             |       |       |       |       |          |
| Чоловіки | Вік    | Жінки       |       |       |       |       |          |
| 4 | 85 +   | 0           |       |       |       |       |          |
| 16 | 80-84  | 24          |       |       |       |       |          |
| 4 | 75-79  | 16          |       |       |       |       |          |
| 12 | 70-74  | 4           |       |       |       |       |          |
| 24 | 65-69  | 28          |       |       |       |       |          |
| 28 | 60-64  | 12          |       |       |       |       |          |
| 32 | 55-59  | 32          |       |       |       |       |          |
| 0 | 50-54  | 12          |       |       |       |       |          |
| 32 | 45-49  | 24          |       |       |       |       |          |
| 40 | 40-44  | 16          |       |       |       |       |          |
| 40 | 35-39  | 24          |       |       |       |       |          |
| 20 | 30-34  | 48          |       |       |       |       |          |
| 16 | 25-29  | 20          |       |       |       |       |          |
| 12 | 20-24  | 8           |       |       |       |       |          |
| 20 | 15-20  | 12          |       |       |       |       |          |
| 24 | 10-14  | 4           |       |       |       |       |          |
| 16 | 5-9    | 12          |       |       |       |       |          |
| 36 | 0-4    | 12          |       |       |       |       |          |

## Економіка
2010 року серед 426 осіб працездатного віку (15—64 років) 333 були активними, 93 — неактивними (показник активності 78,2%, у 1999 році було 76,7%). З 333 активних мешканців працювали 304 особи (164 чоловіки та 140 жінок), безробітними було 29 (9 чоловіків та 20 жінок). Серед 93 неактивних 16 осіб було учнями чи студентами, 57 — пенсіонерами, 20 були неактивними з інших причин.

У 2010 році в муніципалітеті числилось 286 оподаткованих домогосподарств, у яких проживало 668 осіб, медіана доходів виносила 19 212 євро на одного особоспоживача.